# Рафай, Мирослав
Мирослав Рафай (чеш. Miroslav Rafaj; 25 апреля 1934, Зубржи (близ Рожнова-под-Радгоштем) — 5 декабря 1987, Опава) — чешский чехословацкий инженер лесного хозяйства, редактор и писатель, брат-близнец литературного критика и поэта Олдржиха Рафая.

## Биография
Родился 25 апреля 1934 года в Зубржи, близ Рожнова-под-Радгоштем. Рос в семье портного. После окончания реальной гимназии в Нови-Йичине в 1953 году, изучал лесную промышленность в Университете имени Менделя в Брно. В 1958-м получил диплом инженера лесного хозяйства.
С 1960 года жил в Опаве, где до 1968-го работал руководителем строительства и проектировщиком в компании по мелиорации сельскохозяйственных земель. Затем руководил Опавским районным управлением шоссейных дорог, а с 1971 по 1972 год был начальником строительного управления Городского национального комитета в Виткове.
Печататься Мирослав Рафай начал в 1963-м. В 1973 году он получил должность главного редактора издательства «Профиль» (Profil) в Остраве и занимал эту должность до самой смерти. Кроме того, в 1977-м Рафай был назначен секретарём Северо-Моравского отделения прошедшего «нормализацию» Союза чешских писателей.
Скончался Мирослав Рафай 5 декабря 1987 года в Опаве, на 54-м году жизни.

## Творчество
Для своей прозы Мирослав Рафай в основном черпал идеи в рабочей среде, которую хорошо знал. В его произведениях герои преодолевают рабочие трудности, взаимные недопонимания, находят путь друг к другу, забывая личные интересы в пользу совместной работы, и демонстрируют тем самым взросление нового социалистического человека. Потому в годы «нормализации» книги Рафая были взяты за образец так называемой ангажированной литературы. Кроме прозаических произведений, писатель работал также над несколькими спектаклями для театра, телевидения и радио.
Из прозы Рафая известны повесть «Обследование ветряных мельниц» (1979), книги рассказов «Родительский сад» (1979), «Горячий конь» (1980), «В окружении близких» (1984), а также психологические романы на производственную тему: «Трудности равнин» (1973), «Солёный снег» (1976) и др.
Роман «Трудности равнин» автор посвятил работе мелиораторов по осушке заболоченных полей. Главный герой здесь — бригадир Бер; он отличный специалист, который мечтает о высоком заработке и богатом доме, что становится причиной его метаний и неудач в личной жизни. В центре другого романа писателя, «Солёный снег», выставлен конфликт между бригадой дорожных рабочих, в течение трёх дней борющихся со снежными заносами на горных дорогах, и руководителем этих работ инженером Зборжилом. Зборжил — преданный делу специалист, но не умеет наладить отношения с людьми. Оба романа экранизированы.

### Проза
- Neustále kolem tebe (1963; цикл рассказов из жизни землекопов на мелиоративных работах на границе с Северной Моравией).
- Obtíže rovin («Трудности равнин», 1973; роман из жизни мелиораторов, посвящён важности ответственного отношения к работе).
- Výzvy k soukromým slavnostem (1975; сборник рассказов и повестей о судьбах современных людей).
- Slepá kolej (1975; сборник рассказов из жизни работников водного хозяйства о ситуациях, когда дело доходит до решения важной и напряжённой рабочей задачи).
- Slaný sníh («Солёный снег», 1976; роман о бригаде дорожных рабочих, трудящихся на горных дорогах, руководитель которой портит взаимоотношения с близкими людьми из-за своего фанатичного подхода к борьбе с природной стихией).
- Zahrada po rodičích («Родительский сад», 1979; сборник очерков, рассказов и повестей).
- Průzkum větrných mlýnů v Oderských vrších («Обследование ветряных мельниц», 1979; роман, герой которого, стареющий карьерный рабочий, осознаёт связь своей жизни с жизнью людей прошлых поколений и пытается восстановить хотя бы одну ветряную мельницу в регионе, где раньше их были сотни).
- Hořící kůň («Горячий конь», 1980; сборник рассказов, главные герои которых в основном являются непосредственными участниками партизанского движения, сформировавшего их мышление (автор противопоставляет трагический период нацистской оккупации мирной жизни при социализме).
- Obklopen blaženými postavami («В окружении близких», 1984; сборник рассказов об обычных людях из Валахии).
- Pěší lidé (1985; сборник рассказов, в которых автор призывает к человеческой солидарности).
- Čas bez slitování (1986; сборник избранных произведений автора).

### Драматургия
- Hrst země (1972; радиоспектакль).
- Vánice (1973; радиоспектакль).
- Chléb s medem (1975; радиоспектакль).
- Dostihy v Odrách (1976; спектакль).
- Cesta do vnitrozemí (1976; спектакль).
- Chuť na rozinky (1977; телевизионный спектакль).
- Most naděje (1980; телевизионный спектакль).

## Кино и телевидение
- Obtíže rovin (1975; телевизионный фильм, режиссёр Алоис Мюллер).
- Muž s orlem a slepicí (1978; фильм, режиссёр Иво Новак).
- Slaný sníh (1984; телевизионный фильм, режиссёр Отакар Косек).